# Catherine Rowett
Catherine Rowett, née le 29 décembre 1956 à Yeovil (Somerset), est une universitaire et une femme politique britannique.
Elle est professeur de philosophie à l'université d'East Anglia. Elle est connue en particulier pour ses travaux sur la philosophie antique, en particulier les philosophes présocratiques.
En 2019 elle est élue députée européenne du Parti vert.

## Carrière universitaire
Catherine Rowett a étudié les lettres classiques à l'université de Cambridge, où elle s'est vu conférer un PhD avec une thèse sur Hippolyte de Rome et les philosophes présocratiques. Cette thèse a été publiée sous le titre de Rethinking Early Greek Philosophy: Hippolytus of Rome and the Presocratics par Cornell University Press en 1987.
Rowett est devenue chercheuse associée au Murray Edwards College (alors connu sous le nom de New Hall) en 1984. En 1987 elle devient chercheuse au St Anne's College tout en menant des travaux post doctoraux à la British Academy. À partir de 1990 Rowett est enseignante en philosophie à l'université de Swansea. Quittant Swansea en 2000, Rowett devient lecteur en culture grecque à l'université de Liverpool et ensuite en 2003 elle déménage vers l'université d'East Anglia comme enseignante en philosophie. Rowett devient lecteur in 2006 puis professeur de philosophie en 2008. Elle est à la tête de l'École de Philosophie (plus tard incorporée à l'actuelle École de politique, philosophie, études en langage et communication) de 2005 à 2008.
Rowett s'est vu attribuer une bourse de recherche Leverhulme Trust à partir de 2007-9 pour son travail sur la connaissance et la vérité chez Platon, qui a formé la base de son livre Knowledge and Truth in Plato: Stepping Past the Shadow of Socrates publié par Oxford University Press en 2018.

## Carrière politique
Rowett a été la candidate du Parti vert dans la circonscription de South Norfolk lors des élections générales de 2015 et 2017,.
Aux élections européennes de 2019, elle est la députée verte élue dans la circonscription d'Angleterre de l'Est.

## Résultats électoraux
Élections générales britanniques de 2019 — Norwich South :
| Parti politique         | Parti politique         | Nom                     | Voix   | %       | ±%   | Maj.   |
| ----------------------- | ----------------------- | ----------------------- | ------ | ------- | ---- | ------ |
|                         | Travailliste            | Clive Lewis (sortant)   | 27 766 | 53,73 % | −7,2 | 12 760 |
|                         | Conservateur            | Mike Spencer            | 15 006 | 29,04 % | −1,6 |        |
|                         | Libéraux-démocrates     | James Wright            | 4 776  | 9,24 %  | 3,7  |        |
|                         | Vert                    | Catherine Rowett        | 2 469  | 4,78 %  | 1,9  |        |
|                         | Brexit                  | Sandy Gilchrist         | 1 656  | 3,2 %   | 3,2  |        |
| Total des votes valides | Total des votes valides | Total des votes valides | 51 673 | 100 %   |      |        |
| Électeurs inscrits      | Électeurs inscrits      | Électeurs inscrits      | 77 845 |         |      |        |

## Publications
Sous le nom de Catherine Rowett
- Knowledge and Truth in Plato: Stepping Past the Shadow of Socrates (Oxford University Press, 2018)

Sous le nom de Catherine Osborne
- Philoponus: On Aristotle Physics 1.4-9 (Ancient Commentators on Aristotle, Duckworth, 2009)
- Dumb beasts and Dead Philosophers: Humanity and the Humane in Ancient Philosophy and Literature (Oxford University Press, 2007)[8]
- Philoponus Commentary on Aristotle's Physics book 1.1-3 (Ancient Commentators on Aristotle, Duckworth, 2006)
- Presocratic Philosophy: a very Short Introduction (Oxford University Press, 2004)
- Eros Unveiled: Plato and the God of Love (Clarendon Press, 1994)[9]
- Rethinking Early Greek Philosophy: Hippolytus of Rome and the Presocratics (Cornell University Press, 1987)[10]